# Наддністрянський заказник (Хмельницька область)
Наддністря́нський зака́зник — ботанічний заказник місцевого значення в Україні. Розташований у межах Кам'янець-Подільського району Хмельницької області, між селами Колодіївка та Каштанівка в лісовому масиві крім північних відрогів балок.
Площа 1167 га. Статус надано 25.12.1992 року. Перебуває у віданні ДП «Кам'янець-Подільський лісгосп» (Подільське л-во, кв. 66-69).
Статус надано з метою збереження мальовничого природного комплексу на лівому березі Дністра. Зростає лісовий масив з грабово-дубовими насадженнями. У трав'яному покриві — рослини, занесені до Червоної книги України: цибуля подільська, сон великий, сон чорніючий тощо.
Входить до складу національного природного парку «Подільські Товтри».

## Світлини

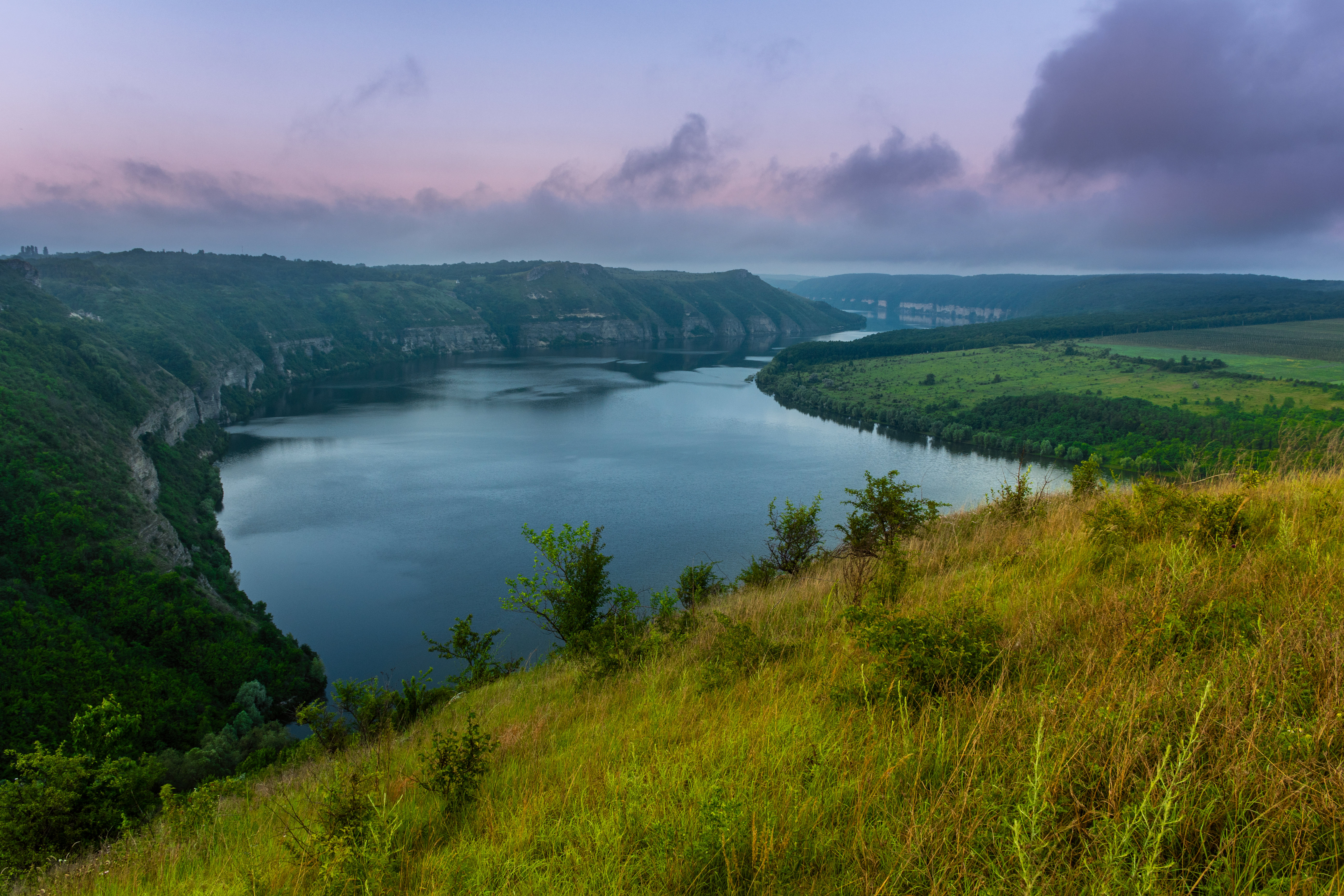
Ранок на Дністрі
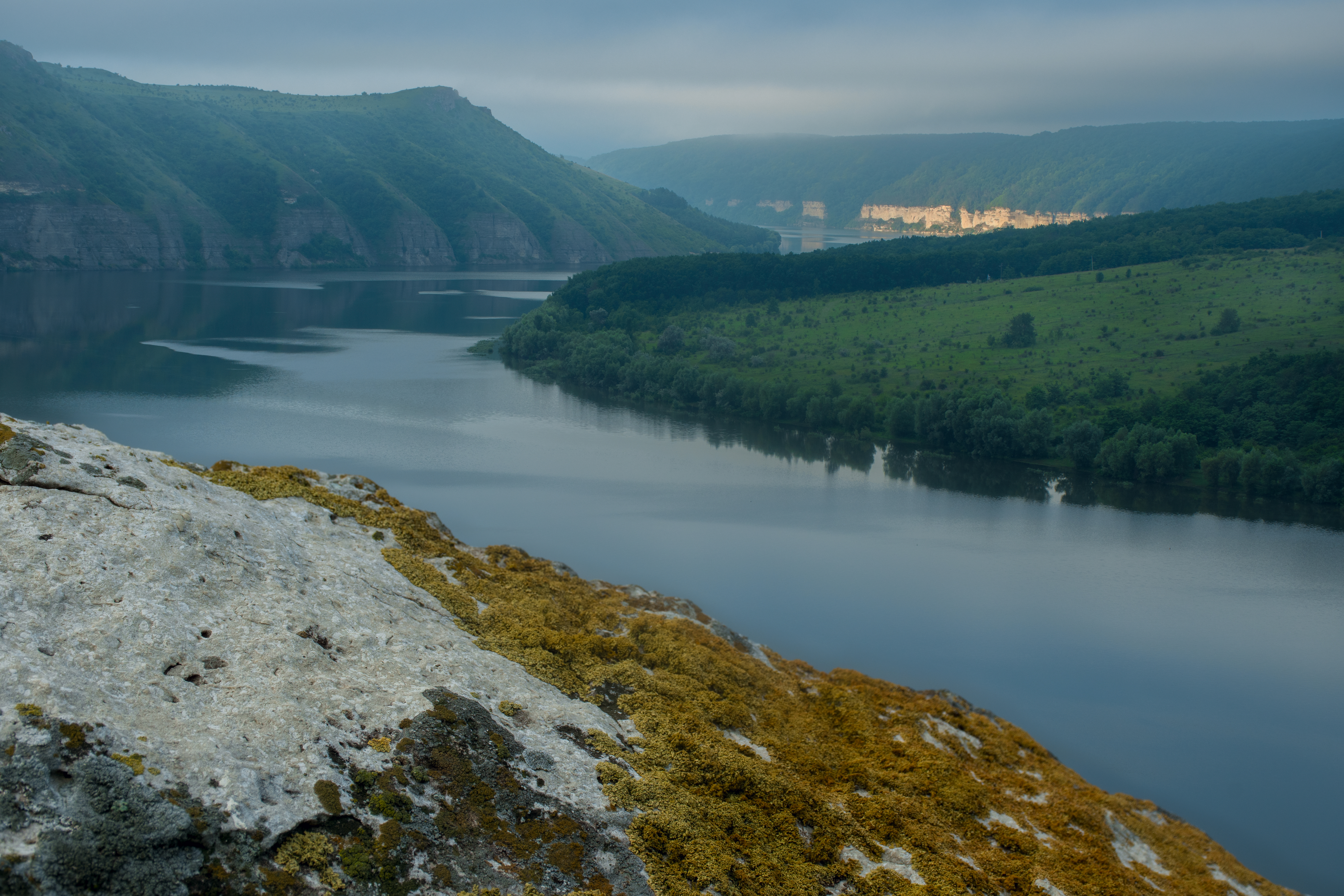
Світанок над Дністром
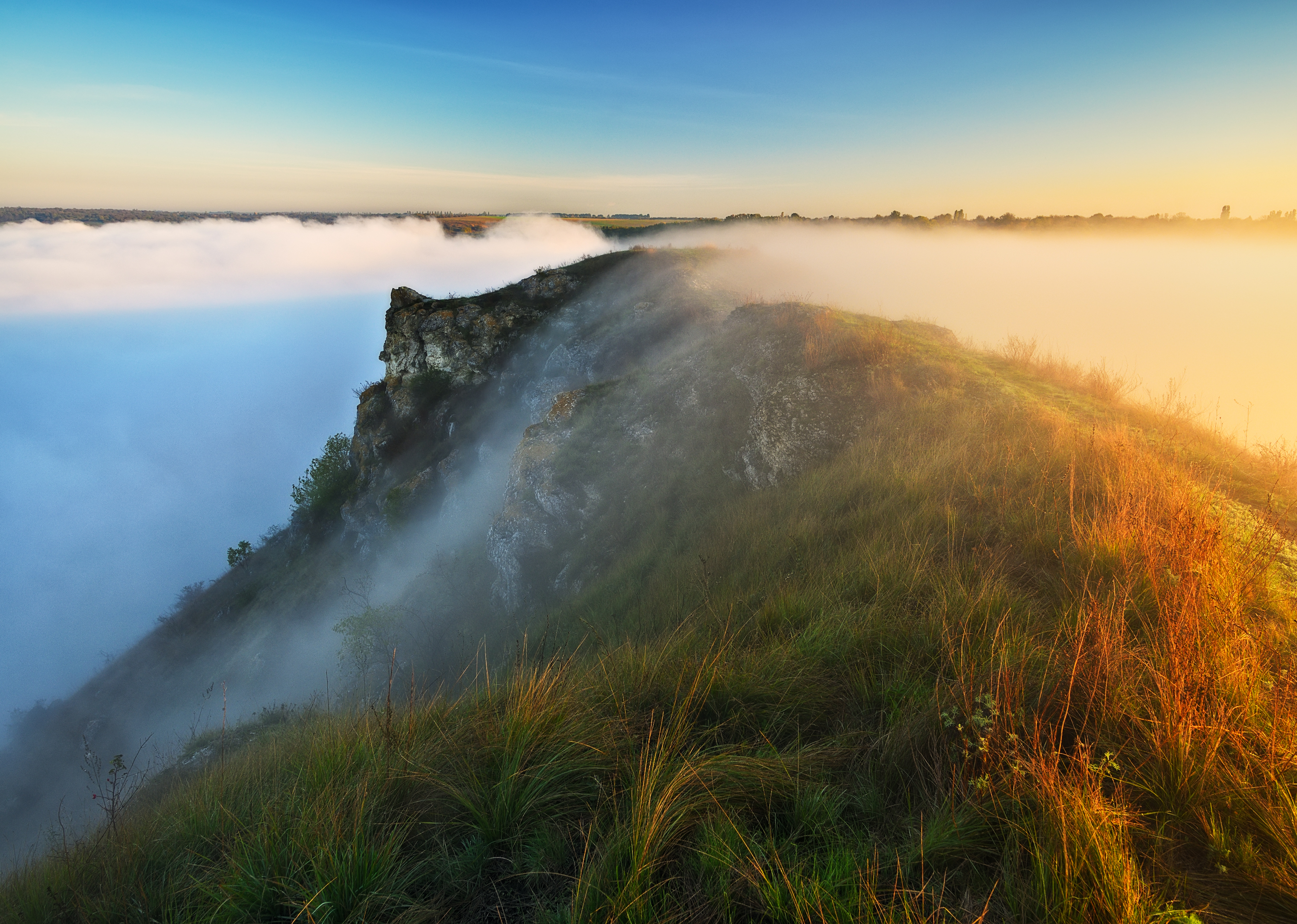
Осінній туман над Дністром (жовтень 2020)
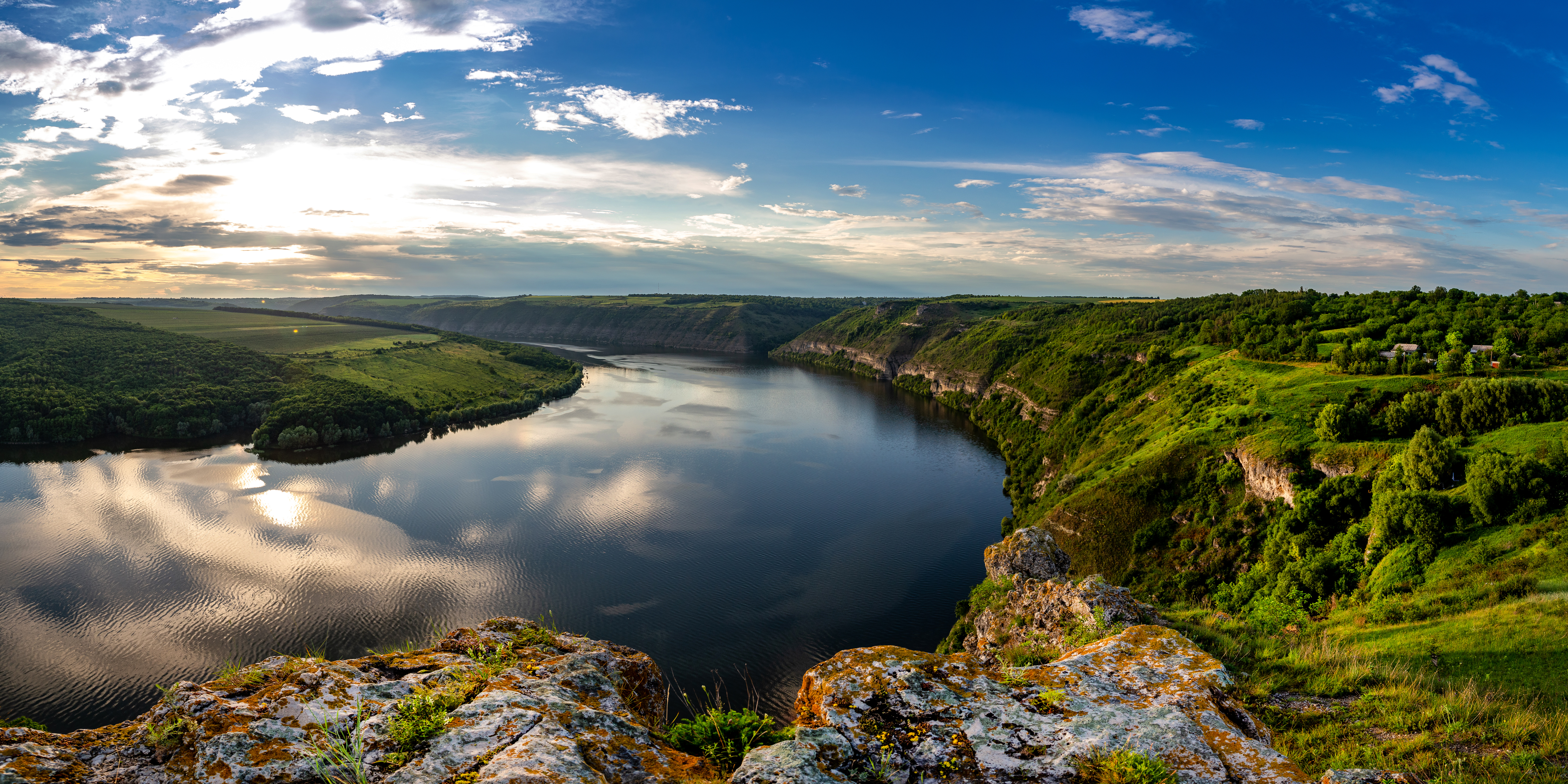
Вечір над Дністром